# TipiTip
TipiTip — название одной из самых популярных жевательных резинок турецкой фирмы KENT Gida, производимой с 1974 года. 
Жевательная резинка получила популярность в СССР в 80-90 годах и позже в странах СНГ.

## История
Жвачка производилась турецкой фирмой KENT Gida с 1974 года в основном для внутреннего рынка. Однако попадала и в СССР небольшим количеством вероятно с «челноками» и моряками загранплавания. Продавалась в Луна-парках, «у цыган», на стихийных базарах, на лотках, в комиссионных и кооперативных магазинах или «на руках». Цена 1 руб.
Яркие, красочные обёртки и вкладыши этой серии являются предметом коллекционирования до сих пор. Назывались у детворы Носики, Типики, Типчики, реже Тип-топ, Носатый парень, Чувак с носом. Обёртки 4 цветов: жёлтый, красный, зелёный и синий. Позже (с 871 номера) появились салатовый, сиреневый, розовый и другие цвета. Вкладыши номерные, что облегчает составление коллекций.

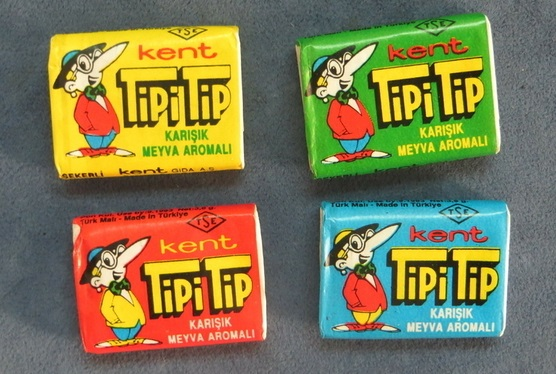
Основные цвета

Главный герой вкладыша-комикса (в русском переводе Типити, Типитип) постоянно попадает в различные забавные, неловкие ситуации и выходит из них (чаще всего) проявляя находчивость, изобретательность и чувство юмора. 
Типитип носит большие круглые очки, галстук-бабочку и большую круглую шляпу. Позднее галстук стал обычным, а шляпа совсем исчезла. Но главная особенность героя это выдающийся нос. У Типитипа есть жена Типитош, сын Типикан, дочь Типичик и собака Типитоп. Они также герои многих историй в серии комиксов.
Автор персонажа и самих комиксов турецкий художник-карикатурист Бюлент Арабаджиоглу (Bülent Arabacıoğlu). Он также рисовал для KENT Gida комиксы для вкладышей и обёрток жевательных резинок ATOMIK, Deli Dolu, Düldül, Pola и других. 
Вкладыши-комиксы обыгрывают бытовые, исторические, спортивные события из повседневной жизни. Например, номер 225 переносит Типитипа в День Д, он участвует в высадке союзников в Нормандии.

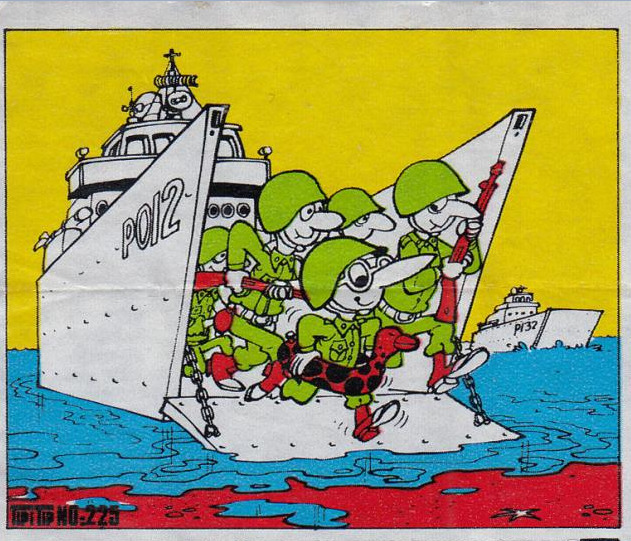

Номер 745 показывает Типитипа в образе фоторепортёра на матче Аргентина — Англия 22 июня 1986 года после Гола Столетия, забитого Диего Марадоной. Типитип не успел сделать красивый кадр и говорит судье, чтобы он попросил игроков повторить этот гол.

## Вкладыши
С 1 по 630 номера на вкладышах проставлены с названием серии такого вида TipiTip NO: 244. Номера с 1 по 70 наиболее ценные для коллекционеров. Номера из первых сотен также ценны, особенно в хорошем состоянии. Также в первых сериях присутствуют вкладыши с роботом в качестве главного героя комикса.
С 631 по 870 на вкладышах стоял просто номер. Серии с 701 по 870 уже в больших количествах ввозились из Турции и являются наиболее распространёнными. Выпускалась серия с 1986 по 1991 год.
С 871 по 940 вкладыши сильно отличались оформлением. Это единственная серия, диалоги в которой переведены на русский язык. Видимо основная целевая аудитория жвачки это и были жители СНГ. Выпускалась серия с 1994 по 1998 год.
С 941 по 986 вкладыши без надписей и диалогов. Видимо выпускалась в ограниченном количестве. За пределами Турции продавалась редко.
С 987 по 1051 также выпускалась малой серией и только для Турции.
Номер 1051 самый крупный из известных вкладышей.

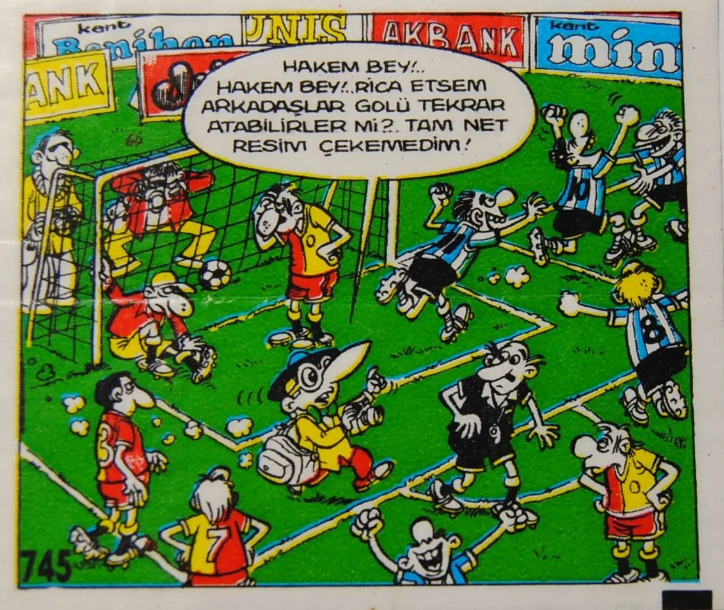
Гол Столетия

До 870 номера на белом поле обёртки вверху слева был напечатан номер (одинаковый для всего блока), причём он был виден сбоку у запечатанной жвачки. По номеру определялась серия, вкладыш из которой был внутри. Например номер 52 указывал, что эта серия с 511 до 520, номер 78, что с 771 до 780. Покупатель мог решить сам нужны ли ему вкладыши этой серии или искать в другом блоке. Для коллекционеров это была подсказка, но интрига сохранялась, так как какой именно номер из 10 внутри не было понятно.

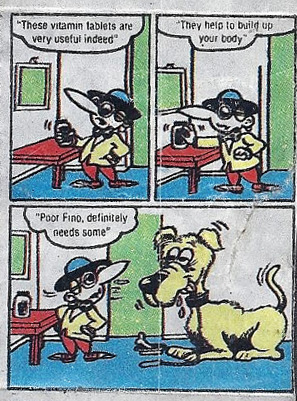
Типитип без номера с английскими диалогами героя

TipiTip без номеров. Существуют так называемые «ранние» вкладыши без номеров. Однако они отличаются от основной серии по качеству бумаги, по цветам, по прорисовке сюжета, персонажей и скорее всего это подделки (возможно сирийские, иракские или арабские).

## Выпуски после 2013
В 2013 году уже компанией Mondelez Internatoinal была выпущена жевательная резинка TipiTip в виде отдельных пластинок-стиков в картонной коробке жёлтого цвета. Обёртки у всех стиков одинаковые. На оборотной стороне треугольного язычка коробки имеется изображение комикса с новыми приключениями героев. Комикс выполнен в одном розовом цвете и несколькими его оттенками, все диалоги героев на турецком языке. Серия комиксов имеет номера с TT01 до TT70. Производитель явно пытался экономить почти на всём; на качестве жевательной резинки, полиграфии, бумаге, краске. Цветного и яркого вкладыша уже нет. Но всё-таки это хорошая попытка продолжить популярную в прошлом серию в новых экономических реалиях; развить сюжет комикса, порадовать старых коллекционеров и возможно вдохновить новых.

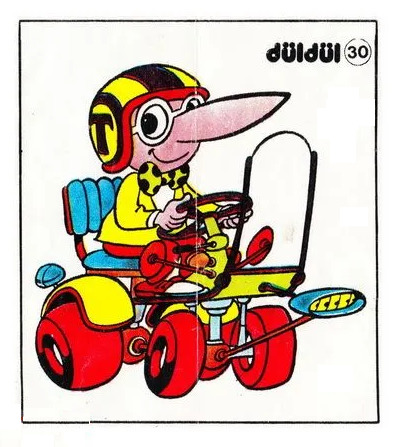
Вкладыш Düldül номер 30 с Типитипом

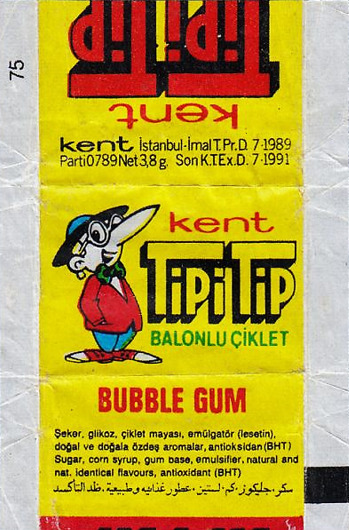
Жёлтый

В 2017 году было выпущено продолжение этой же серии с небольшими изменениями уже в двух цветах (жёлтом и розовом) и с двумя разными вкусами.